# .fj
.fj là tên miền Internet cấp cao nhất dành cho quốc gia (ccTLD) của Fiji.